# Communauté de communes Bresse Dombes Sud Revermont
Die Communauté de communes Bresse Dombes Sud Revermont ist ein ehemaliger französischer Gemeindeverband mit Rechtsform einer Communauté de communes im Département Ain, dessen Verwaltungssitz sich in dem Ort La Tranclière befand.
Der Gemeindeverband bestand aus sechs Gemeinden und zählte 6.304 Einwohner (Stand 2013) auf einer Fläche von 92,1 km2. Präsident des Gemeindeverbandes wat zuletzt Laurent Paucod.

## Aufgaben
Zu den vorgeschriebenen Kompetenzen gehörten die Entwicklung und Förderung von wirtschaftlichen Aktivitäten und Tourismus sowie die Raumplanung auf Basis eines Schéma de Cohérence Territoriale. Der Gemeindeverband betrieb die Abwasserentsorgung und Müllabfuhr. Er nahm die Verantwortung für die Hausmüllentsorgung wahr als Mitglied von Organom, einem übergeordneten, im Arrondissement Bourg-en-Bresse aktiven Zweckverband.
Zusätzlich bestimmte der Verband die Wohnungsbaupolitik und baute und unterhielt Einrichtungen in den Bereichen Kultur und Sport.

## Historische Entwicklung
Der Gemeindeverband fusionierte mit Wirkung vom 1. Januar 2017 mit den Gemeindeverbänden
- Communauté d’agglomération de Bourg-en-Bresse
- Communauté de communes du Canton de Coligny
- Communauté de communes du Canton de Saint Trivier de Courtes
- Communauté de communes de Montrevel-en-Bresse
- Communauté de communes de Treffort-en-Revermont
- Communauté de communes de La Vallière

und bildete so die Nachfolgeorganisation Communauté d’agglomération du Bassin de Bourg-en-Bresse.

## Ehemalige Mitgliedsgemeinden
Folgende sechs Gemeinden gehörten der Communauté de communes Bresse Dombes Sud Revermont an:
| Gemeinde             | Einwohner 1. Januar 2022 | Fläche km² | Dichte Einw./km² | Code INSEE | Postleitzahl |
| -------------------- | ------------------------ | ---------- | ---------------- | ---------- | ------------ |
| Certines             | 1.518                    | 15,9       | 95               | 01069      | 01240        |
| Druillat             | 1.144                    | 20,7       | 55               | 01151      | 01160        |
| Journans             | 384                      | 2,4        | 160              | 01197      | 01250        |
| Saint-Martin-du-Mont | 1.953                    | 28,1       | 70               | 01374      | 01250        |
| Tossiat              | 1.389                    | 10,2       | 136              | 01422      | 01250        |
| La Tranclière        | 288                      | 14,8       | 19               | 01425      | 01160        |